# Legitimismus
Legitimismus ist im Allgemeinen der Standpunkt der Unabsetzbarkeit des Herrscherhauses. Somit erkennen Legitimisten einzig die Monarchie als legitime (rechtmäßige) Herrschaftsform an. Im Gegensatz dazu befürworten Monarchisten zwar die Monarchie, sie können aber auch eine andere Herrschaftsform als rechtmäßig ansehen. Historisch bedeutsam war der Legitimismus als Bewegung in Frankreich ab 1830 und in der österreichischen Ersten Republik.

## Frankreich

Standarte, die in Anwesenheit des „Königs von Frankreich“ gehisst wird. Sie trägt das von Hervé Pinoteau geschaffene Wappen des legitimistischen Prätendenten.

Als Legitimisten (französisch légitimistes, von légitime = gesetzlich, rechtmäßig) bezeichnet man ursprünglich die Partei in Frankreich, die nach der Julirevolution von 1830 weiterhin die Ansprüche der nun gestürzten älteren Linie der Bourbonen als die legitimen Herrscher von Gottes Gnaden unterstützte, nachdem die Julirevolution den sogenannten „Bürgerkönig“ Louis Philippe von Orléans aus der jüngeren Linie (Haus Orléans) auf den Thron gebracht hatte. Damit standen die Legitimisten in Konkurrenz zu den Orléanisten. Eine politische Spaltung innerhalb des Hauses Bourbon war schon mit der Französischen Revolution von 1789 eingetreten, die der Cousin des gestürzten Ludwig XVI., der Herzog von Orléans, genannt Philippe Égalité, unterstützt hatte. Auf der einen Seite stand seither die königliche Hauptlinie der Familie, die – geprägt von einem monarchischen Legitimismus – der Revolution und ihren Errungenschaften strikt ablehnend gegenüberstand und dem Ultraroyalismus des Ancien Régime mit seinem Absolutismus nachhing. Die Bourbonen aus der Nebenlinie Orléans hingegen nehmen – seit Philippe Égalité − eine Haltung ein, welche die durch die Revolution veränderten gesellschaftlichen und politischen Gegebenheiten akzeptiert hat und lediglich eine konstitutionelle oder parlamentarische Monarchie anstrebt. 
Nach dem Sturz des „Bürgerkönigs“ durch die Februarrevolution von 1848 und der Etablierung der Zweiten Französischen Republik standen die beiden gestürzten Linien des Hauses Bourbon sich als Konkurrenten für eine mögliche Wiederherstellung der Monarchie gegenüber, welche von Monarchisten verschiedener Richtungen (Legitimisten, Orléanisten und Bonapartisten) betrieben wurde. Eine Einigung der beiden Lager der Legitimisten und Orléanisten auf das politische Projekt Dritte Restauration scheiterte 1871 am sogenannten „Fahnenstreit“, als der Graf von Chambord, das letzte Oberhaupt der „legitimen“ Hauptlinie, sich weigerte, als gemeinsamer Thronkandidat beider Fraktionen die Trikolore der Revolution als französische Fahne (und ebenso auch eine Verfassung) zu akzeptieren und auf der weißen Fahne des Ancien Régime bestand, die symbolisch für eine gottgegebene absolute Herrschergewalt stand, im Gegensatz zu einer vom Parlament beschlossenen Verfassung. Da der Graf von Chambord kinderlos war, hätte ein Zusammengehen beider Linien des Hauses Bourbon bei der Wiederherstellung der Monarchie eine Thronfolge Philippe d’Orléans’ abgesichert und legitimiert. 
Mit dem Tod des Grafen von Chambord 1883 erlosch die Hauptlinie und bewirkte die Auflösung der Partei der Legitimisten. Nur ein unbedeutender Rest, bekannt als die Blancs d'Espagne (die „Weißen von Spanien“), ließ die Ansprüche der spanischen Linie Bourbon-Anjou wieder aufleben, welche allerdings 1713 im Frieden von Utrecht auf den französischen Thron zugunsten des spanischen verzichtet hatte. Die „Weißen von Spanien“ waren ultra-legitimistische Franzosen, die den Nachfolgeverzicht Philipps V. von Spanien hinsichtlich des französischen Throns für politisch erzwungen und dynastisch unwirksam erklärten. Genealogisch haben die spanischen Bourbonen die Seniorität gegenüber den Bourbon-Orléans, da auch sie – wie die legitime Hauptlinie – von Ludwig XIV. abstammen, während das Haus Orléans auf dessen Bruder Philippe I. de Bourbon, duc d’Orléans zurückgeht. Der Hauptgrund für die Abtrünnigkeit der „Weißen von Spanien“ lag wohl vor allem in den politischen Differenzen zwischen Legitimisten und Orléanisten bezüglich der Anerkennung der Errungenschaften der Französischen Revolution und der Verfassungsfrage. Der Thronprätendent der bourbonischen Legitimisten war zunächst der Spanier Jaime de Borbón IV. und heute dessen Enkel Louis Alphonse de Bourbon als Senior der Anjou-Linie. Er wird von wenigen „Ultralegitimisten“ als Louis XX. bezeichnet, während der Prätendent der Orléanisten, Jean d’Orléans, als Thronanwärter unter dem Namen Jean IV. (Johann IV.) gilt. Die Orléans bestreiten den spanischen Bourbonen ihre Legitimität auch mit dem Argument einer außerehelichen Abstammung zweier ihrer Ahnen (siehe auch: Streit um die Seniorität im „Haus Frankreich“).

## Österreich

### Legitimisten in der Ersten Republik und im Ständestaat
In Österreich werden als Legitimisten nach 1918 jene Kreise bezeichnet, welche die Ausrufung der Ersten Republik als „revolutionären Akt“ und somit als Rechtsbruch betrachteten. Kaiser Karl I., der 1918 „auf jeden Anteil an den Staatsgeschäften“ verzichtete, jedoch nicht auf die Krone, sei weiterhin der legitime, also rechtmäßige Herrscher. Nach Karls Tod 1922 betrachteten die Legitimisten dessen ältesten Sohn Otto von Habsburg als Thronfolger.
Eine Voraussetzung des Legitimismus in Österreich war die grundsätzliche Bereitschaft des Hauses Habsburg zu einer Restauration. Restauration schloss für das Haus Habsburg neben einer Wiedereinsetzung in die Herrschaft auch die Errichtung eines übernationalen Reiches im Donauraum ein, was den Friedensverträgen nach dem Ersten Weltkrieg widersprach und zumindest eine Einschränkung der staatlichen Souveränität der Nachfolgestaaten der österreich-ungarischen Monarchie bedeutet hätte. Somit standen die Nachfolgestaaten einer Restauration feindlich gegenüber und schränkten durch internationalen Druck die Möglichkeiten legitimistischer Politik in Österreich stark ein.
Der ehemalige Oberst Gustav Wolff gründete 1920 die Partei aller schwarz-gelber Legitimisten (SGL), die später unter dem Namen Kaisertreue Volkspartei auftrat, und nach ihrem streitbaren Gründer auch Wolff-Verband genannt wurde. Bei der Nationalratswahl 1923 erhielt die Partei allerdings nur wenige Stimmen. Weitere legitimistische Parteien waren die Partei der österreichischen Monarchisten (PÖM) und die Österreichische Staatspartei, die mit der PÖM fusionierte. Ihr Präsident, Ernst (Freiherr von der) Wense zog über einen Wahlkompromiss mit der Christlichsoziale Partei (CS) für die Nationalratswahl 1923 auf der Liste der CS in den Nationalrat ein. 1924 wandelte sich die PÖM zur Konservativen Volkspartei, die bis 1926 bestand.
Der vom Kaiserhaus „autorisierte“ Zweig des organisierten Legitimismus war der 1921 gegründete Reichsbund der Österreicher, dessen führende Repräsentanten Johannes (Prinz von und zu) Liechtenstein, Friedrich (Ritter von) Wiesner und Hans Karl (Freiherr) Zeßner (von) Spitzenberg waren. 1932 wurde der Eiserne Ring als Dachverband der legitimistischen Organisationen gegründet, dem kurz vor dem „Anschluss“ Österreichs über 50 Verbände angehörten.
Der Heimwehr und dem autoritären Regime des Ständestaats standen die Legitimisten – im Gegensatz zur parlamentarischen Demokratie – sympathisch gegenüber. Der Reichsbund verkündete den korporativen Beitritt zur Vaterländischen Front. Ab 1934 organisierten legitimistische Verbände eine Reihe größerer Veranstaltungen, in denen betont wurde, dass die Restauration das beste Mittel gegen einen „Anschluss“ wäre und die Aufhebung des Habsburgergesetzes gefordert wurde. Verstärkt nahmen nun auch Repräsentanten des öffentlichen Lebens an Veranstaltungen des Eisernen Rings teil. Kurt Schuschnigg betrachtete sich als Legitimist und war während seiner Kanzlerschaft auch einfaches Mitglied im Eisernen Ring. In der Ära Schuschnigg kam es so zu einer Aufwertung des Legitimismus, „Der Österreicher“, das Organ des Reichsbundes, erreichte Ende 1936 eine wöchentliche Auflage von 10.000 Exemplaren. Dennoch war evident, dass die Regierung Schuschnigg die Restauration als Weg zur Verhinderung eines „Anschlusses“ nicht erlauben würde. Der deutsche Reichskriegsminister Werner von Blomberg hatte für den Fall einer Restauration in Österreich eine bewaffnete Intervention unter dem Codenamen Sonderfall Otto vorgesehen.
In der Studentenszene fand der Legitimismus seinen Niederschlag in den legitimistischen Studentenverbindungen. Sie organisierten sich zum Teil im Wiener SC und den Katholisch-Österreichischen Landsmannschaften.

### Legitimisten in der Zeit des Nationalsozialismus
Die Position der Legitimisten war weder mit der Republik vereinbar, noch mit der nationalsozialistischen Diktatur 1938–45. Während der NS-Zeit wurden bekennende Legitimisten von den Nationalsozialisten verfolgt, da sie Otto von Habsburg als ihr rechtmäßiges Staatsoberhaupt betrachteten und den Führereid verweigerten. Es wurden ca. 4500 Legitimisten und ihnen nahestehende Personen verhaftet und in Konzentrationslager verbracht. Noch während des Zweiten Weltkriegs spielte diese Gruppe eine erhebliche Rolle im Widerstand und im Exil.
Am 24. Mai 1938 wurden nach Angabe des Staatskommissärs beim Reichstatthalter in Wien (Gen.Kdo XVII, Wehrkreiskdo. XVII, Ic Az. 1p 12 Nr. 471/38) folgende legitimistische Vereinigungen als gegnerische Organisationen und Verbände geführt:
- Eiserner Ring
- Arbeitsgemeinschaft österreichischer Vereine
- Akademischer Bund katholischer Österreichischer Landsmannschaften
- Schwarzgoldenes Kartell
- Altherrenbund „Raethe-Teutonia“
- Vaterländische Wehrschaft „Ostmark“
- Lichtensteinrunde
- Vereinigung ehemaliger Theresianisten
- Mitpatenschaft Wiener Frauen und Mädchen
- Union bürgerlicher Kaufleute
- Altkaiserjäger-Klub
- Kameradschaft ehemaliger „7-er“
- Verband ehemaliger Berufsoffiziere Österreichs
- Vaterländischer Ring österreichischer Soldaten
- Österreichisch-legitimistische Arbeitsgemeinschaft
- Reichsbund der Österreicher
- Österreichische Front
- Schwarzgelbe Volkspartei
- Österreichisches Donaurettungskorps
- Österreichische Jugendbewegung „Ottonia“
- Jungsturm „Ostmark“
- Jung-österreichischer Bund
- Vaterländischer Jugendverband Österreichs
- Österreichischer Jungsturm
- Bund der katholischen deutschen Jugend
- Karl Lueger-Bund
- Karl Vogelsang-Bund
- „Die Habichtsburger“
- Kaisertreue Volksbewegung
- Legitimistischer Volksbund Österreich
- Legitimistische Ärzteschaft Österreichs
- Verband Altösterreich
- Kaisertreuer Volksverband (Wolff-Verband)

### Legitimisten in der Zweiten Republik
In der Zweiten Republik verlor sich der Legitimismus zunehmend. Seit 2004 besteht in Österreich mit der Schwarz-Gelben Allianz wieder eine Organisation, die für eine Rückkehr der Habsburger an die Staatsspitze eintritt.
Heute existieren 15–20 Studentenverbindungen in Österreich und Bayern, die das legitimistische Prinzip vertreten, 11 davon sind KÖL-Verbindungen (Akademischer Bund Katholisch-Österreichischer Landsmannschaften).

### Position von Otto Habsburg-Lothringen
Otto Habsburg-Lothringen hatte zunächst jahrzehntelang an seinem Anspruch auf die Thronfolge festgehalten. 1961 erklärte er schließlich, dass er auf seine Mitgliedschaft zum Hause Habsburg-Lothringen und auf alle aus ihr gefolgerten Herrschaftsansprüche ausdrücklich verzichte und sich als getreuer Staatsbürger der Republik bekenne. Diese Verzichtserklärung war Voraussetzung für die Aufhebung des Einreiseverbots.
Im Jahr 2002 bezeichnete Otto Habsburg-Lothringen sich selbst als „Legitimisten“: 

„Das Wichtigste ist das, was man die Substanz des Staates nennen könnte: also die Rechtssicherheit, die Rechtsordnung. Man hat mich des öfteren gefragt, ob ich eigentlich Republikaner oder Monarchist sei. Ich bin weder das eine noch das andere. Ich bin Legitimist. Der Legitimist ist derjenige, der für die legitim annehmbare Staatsform in jener Zeit eintritt, in der diese Staatsform existiert. Es wäre genauso absurd, eine monarchistische Bewegung in der Schweiz zu bilden, wie eine Republik in Spanien. Das würde gleichermaßen schaden. Man darf die Frage der Staatsform nicht überbewerten. Sie ist eine Form, die man verwenden kann, die sich nach den Bedingungen verändert und die jeweils in der Perspektive der Legitimität dem gegenwärtig Existierenden entspricht.“

Eine Meinung über die legitime Staatsform für Österreich äußerte er in dem Interview nicht.

### Bedeutende Vertreter (Auswahl)
- Uriel Birnbaum
- Karl Burian
- Leopold Andrian
- Gusztáv Gratz
- Hugo von Hofmannsthal
- Karl Werkmann
- Erik Kuehnelt-Leddihn
- Leo Perutz
- Joseph Roth

## Andere Nachfolgestaaten der Habsburgermonarchie
Auch in anderen Nachfolgestaaten Österreich-Ungarns gab es kleinere legitimistische Bewegungen, die – wie jene in Österreich – für eine Wiedererrichtung der Habsburgermonarchie eintraten. Am deutlichsten trat die ungarische Bewegung in Erscheinung, die zwei erfolglose Restaurationsversuche von König Karl IV. unterstützte.

## Belege
1. ↑  Duden online: Legitimismus
2. ↑  Legitimismus (Memento vom 28. September 2007 im Internet Archive) im Wörterbuch des Neuen Humanismus
3. 1 2 3  Robert Holzbauer: Ernst Karl Winter und die Legitimisten. In: Dokumentationsarchiv des österreichischen Widerstandes (Hrsg.): „Anschluß“ 1938. Eine Dokumentation. Österreichischer Bundesverlag, Wien 1988, ISBN 3-215-06898-2, S. 27–31.
4. ↑  Gernot Stimmer: Eliten in Österreich 1848–1970. Band 2 (= Ernst Bruckmüller, Klaus Poier, Gerhard Schnedl, Eva Schulev-Steindl [Hrsg.]: Studien zu Politik und Verwaltung. Band 57). Böhlau, Wien 1997, ISBN 978-3-205-98587-7, S. 752–755 (eingeschränkte Vorschau in der Google-Buchsuche).
5. ↑  Tagesbericht. Gesandter Freiherr von Wense †. In: Reichspost, 27. März 1929, S. 4 (online bei ANNO).
6. ↑  „Ich bin Legitimist.“ Interview mit Otto von Habsburg in: Junge Freiheit, 22. November 2002. Abgerufen am 18. Juli 2011.